# The Four Tops
The Four Tops är en amerikansk vokal soulgrupp. Gruppen bildades 1953  i Detroit, Michigan under namnet The Four Aims, innan de 1956 bytte till Four Tops. The Four Tops gjorde skivor på det legendariska skivmärket Motown, uppbackade av The Funk Brothers, och är därför starkt präglade av det speciella Motown-soundet många musiker fick där. Gruppen bestod från början av fyra vänner från college: Levi Stubbs, Lawrence Payton, Renaldo "Obie" Benson och Abdul Fakir.
De var en av de mest polerade, popinfluerade och melodiösa grupperna hos Motown. Levi Stubbs som var barytonsångare var gruppens ledargestalt, vanligen brukade tenorer vara mest prominenta i liknande sånggrupper. Gruppen hade sin storhetstid under åren 1964–1967 då några av deras största hits som "Baby I Need Your Lovin", "I Can't Help Myself (Sugar Pie Honey Bunch)", "Standing in the Shadow of Love" och "Reach Out I'll Be There" släpptes.
Under sina första år hade de flera skivkontrakt hos olika bolag och uppträdde på klubbar, men fick aldrig något genomslag. År 1963 övertygades de av Berry Gordy att skriva kontrakt hos hans bolag Motown. År 1964 inledde de ett fruktbart samarbete med låtskrivartrion Holland-Dozier-Holland och fick en första USA-hit med låten "Baby I Need Your Loving". Efter ytterligare några singelmissar fick de en Billboardetta i USA med låten "I Can't Help Myself (Sugar Pie Honey Bunch)" 1965. Det blev även deras första hitsingel i Storbritannien där de med tiden skulle komma att bli en av de allra mest populära Motown-artisterna. Även uppföljarsingeln "It's the Same Old Song" blev en stor framgång.
Under åren 1966–1967 var de mycket populära. I augusti 1966 släpptes deras mest kända och framgångsrika singel "Reach Out, I'll Be There" som blev etta både i USA och Storbritannien. Uppföljarna "Standing in the Shadows of Love", "Bernadette" och "7 Rooms of Gloom" blev även de hitlåtar, och alla ingick på deras album Reach Out. År 1967 efter singeln "I'm In a Different World" lämnade låtskrivartrion H-D-H Motown, vilket drabbade många av bolagets artister. Four Tops hamnade i en kommersiell svacka, även om de fortfarande åtnjöt stor popularitet i Storbritannien där deras singlar nu ofta nådde högre placeringar än i USA, exempelvis "It's All in the Game" som nådde #24 i staterna, men #5 i Storbritannien 1970. Samma år spelade de också in låten "Still Water (Love)" som var mer samhällskommenterande, i stil med The Temptations musik under samma tid. År 1971 spelade de tillsammans med The Supremes in en version av "River Deep - Mountain High".
År 1972 lämnade de sitt skivbolag Motown, eftersom det bestämts att all verksamhet skulle flyttas från Detroit till Los Angeles. Under resten av 1970- och 1980-talen hade de fortsatt varierande framgång på olika skivbolag, och kom även kort tillbaka till Motown under 1980-talets mitt, fram tills en sista större hitsingel 1988 med "Indestructible". På 1990-talet började de istället turnera och slutade nästan helt spela in ny musik. År 1990 blev gruppen invald i Rock and Roll Hall of Fame.
The Four Tops är fortfarande aktiva i dagsläget (2010) med en originalmedlem. Payton ersattes då han avled i cancer år 1997. Theo Peoples har idag tagit hans plats. Levi Stubbs hälsa började vackla under 2000-talets början och han tvingades sluta uppträda och ersattes av Ronnie McNair. Peoples tog istället över rollen som ledare. Obie Benson drabbades av lungcancer och avled i juli 2005. Hans ersättare blev Lawrence Paytons son Roquel Payton. Stubbs avled 2008 i sitt hem i Detroit. Abdul Fakir var därefter fram till sin död 2024 den siste originalmedlemmen i gruppen.

## Diskografi
- 1964 – The Four Tops
- 1965 – The Four Tops' Second Album
- 1966 – On Top
- 1966 – Four Tops Live!
- 1967 – On Broadway
- 1967 – Reach Out
- 1968 – Yesterday's Dreams
- 1969 – The Four Tops Now!
- 1969 – Soul Spin
- 1970 – Still Waters Run Deep
- 1970 – Changing Times
- 1970 – The Magnificent Seven (Med The Supremes)
- 1971 – The Return of the Magnificent Seven (Med The Supremes)
- 1971 – Dynamite! (Med The Supremes)
- 1972 – Nature Planned It
- 1972 – Keeper of the Castle
- 1973 – Main Street People
- 1974 – Live & In Concert
- 1974 – Meeting of the Minds
- 1975 – Night Lights Harmony
- 1976 – Catfish
- 1977 – The Show Must Go On
- 1978 – At the Top
- 1981 – Tonight!
- 1982 – One More Mountain
- 1983 – Back Where I Belong
- 1985 – Magic
- 1986 – Hot Nights
- 1988 – Indestructible
- 1995 – Christmas Here With You

## Medlemmar
Nuvarande medlemmar
- Roquel Payton (2005–)
- Ronnie McNeir (2000–)
- Alexander Morris (2019–)

Tidigare medlemmar
- Abdul Fakir (1953–2024)
- Levi Stubbs (1953–2000)
- Renaldo Benson (1953–2005)
- Lawrence Payton (1953–1997)
- Theo Peoples (1997–2011)
- Harold Bonhart (2011–2019)